# Староанатолийский тюркский язык
Староанатолийский тюркский, староосманский, сельджукский язык (тур. Eski Anadolu Türkçesi) — в XIII—XV веках язык тюрок в Малой Азии (Анатолии), который сформировался после переселения сельджуков в Анатолию. Кроме малоазийского полуострова язык был распространен на части Армянского нагорья, в Сирии и и Верхней Месопотамии. Является предшественником всех литературных  огузских языков (турецкий, азербайджанский, туркменский).
Базой языка стали фонетико-грамматические и лексические элементы трёх тюркских языков: огузского (преимущественно), кыпчакского, карлукского . Язык XI—XIII веков, развившийся из огузского, Г.Дёрфер назвал западносельджукским или западноогузским. Кыпчакский и карлукский языки смешались с западносельджукским в XIII и XIV веках, когда Анатолию  из Средней Азии, спасаясь от  монголов, мигрировала масса тюрок. Наибольшее влияние кыпчакский и карлукский языки оказали на восточные диалекты (и, тем самым, на азербайджанский язык).
Письменный литературный староанатолийский тюркский язык сложился в XIII—XIV веках, на его формирование оказали влияние арабский и персидский языки. Письменность малоазийских тюрок основывалась на арабском и персидском алфавитах, но в его графике прослеживалось влияние староуйгурского письма.
К XIV веку язык имел две диалектные зоны (области): западную (Конья, Кыршехир, Сиврихисар, Болу, Кютахья, Айдын) и восточную (Кастамону, Чанкыры, Синоп, Эрзурум, Кайсери, Эрзинджан, Сивас). Эти диалекты в некоторой степени имели черты будущих османского и азербайджанского языков соответственно. Но в то время  ещё нельзя было провести четкой грани между западными (турецкими) и восточными (азербайджанскими) диалектами. По мнению В. Г. Гузева, «староанатолийские языковые памятники не поддаются разделению их по диалектным признакам». Т. Бангуоглу  (по словам Гузева) утверждал, что  «ни один из текстов нельзя приписать какому-либо отдельному диалекту, что почти все формы, характерные для языка ранних памятников, можно найти в каждом тексте и что между текстами обнаруживается поразительное сходство». Согласно А. Дилячару и А. Н. Кононову, в то время в староанатолийском языке были формы (в обоих диалектах), которые позднее в западной части остались, а в восточной «приглушились», и наоборот. Поэтому в областях восточного диалекта, который потом развился в азербайджанский язык, встречаются формы, свойственные турецкому языку, а в областях западного диалекта, который потом развился в турецкий язык, встречаются формы, свойственные азербайджанскому языку.
Согласно Гузеву, староанатолийский тюркский язык входит в огузскую группу тюркских языков. Согласно А. Н. Баскакову — в огузо-сельджукскую подгруппу группы огузских языков.

## Статус
В Конийском султанате в официальных документах, присутственных местах и литературе использовался персидский язык, в научных трудах — арабский . Согласно легенде, возникшей в XX веке, староанатолийский турецкий не имел официального статуса до 1277 года, когда во время восстания Джимри его визирь Мехмет I из Карамана выпустил фирман об использовании турецкого языка. Однако действие фирмана длилось не дольше, чем правление Джимри (37 дней), и его значение не могло быть велико. Турецкого текста фирмана не сохранилось. В тексте Ибн Биби указ упоминается без атрибутирования. Впервые приписал указ Караманиду Фуад Кёпрюлю в 1918 году, после него многие историки повторяли этот тезис. Историк Эрдоган Мерчил заявил, что значение этого фирмана сильно преувеличено в двадцатых годах XX века, когда турецкие националисты «создавали основы нации».

## Орфография
| Староанатолийский тюркский | Османский турецкий (Правописание Камус-и-Тюрки) | Современный турецкий | Современный азербайджанский | Русский     |
| -------------------------- | ----------------------------------------------- | -------------------- | --------------------------- | ----------- |
| گُزلٔر‎                       | گوزلر‎                                           | Gözler               | Gözlər                      | «Глаза»     |
| دَدَ‎                         | دده‎                                             | Dede                 | Dədə                        | «Дедушка»   |
| كُچُك‎                        | كوچك‎                                            | Küçük                | Kiçik                       | «Маленький» |

## Алфавит
| Буква | Совр. турецкий | Совр. азербайджанский | Буква | Совр. турецкий | Совр. азербайджанский |
| ----- | -------------- | --------------------- | ----- | -------------- | --------------------- |
| ا ‎    | a, e, i        | a, ə, i               | ص ‎    | s              | s                     |
| ب ‎    | b              | b                     | ض ‎    | d              | z                     |
| پ‎     | p              | p                     | ط ‎    | t              | t                     |
| ت‎     | t              | t                     | ظ‎     | z              | z                     |
| ث ‎    | s              | s                     | ع ‎    | a              | ə, e, ö, ü, u         |
| ج ‎    | c              | c                     | غ‎     | ğ, g           | ğ                     |
| چ‎     | ç              | ç                     | ف ‎    | f              | f                     |
| ح ‎    | h              | h                     | ق ‎    | k              | q                     |
| خ ‎    | h              | x                     | ك ‎    | k              | k                     |
| د ‎    | d              | d                     | ل ‎    | l              | l                     |
| ذ ‎    | d, z           | z                     | م ‎    | m              | m                     |
| ر ‎    | r              | r                     | ن ‎    | n              | n                     |
| ز ‎    | z              | z                     | و ‎    | o, ö, u, ü, v  | u, o, ü, ö, v         |
| ژ ‎    | j              | j                     | ه ‎    | h              | h, a, ə               |
| س ‎    | s              | s                     | لا ‎   | la, le         | la, lə                |
| ش ‎    | ş              | ş                     | ى ‎    | i, y, ı        | y, i, ı, e            |